# انتخابات المملكة المتحدة لعام 2010
انتخابات المملكة المتحدة لعام 2010 أقيمت يوم الخميس الموافق 6 مايو عام 2010، لانتخاب أعضاء مجلس العموم، الانتخابات شملت 650 دائرة انتخابية عبر المملكة المتحدة واستخدم فيها نظام الفوز للأكثر أصواتا.